# مزود (موسيقى)

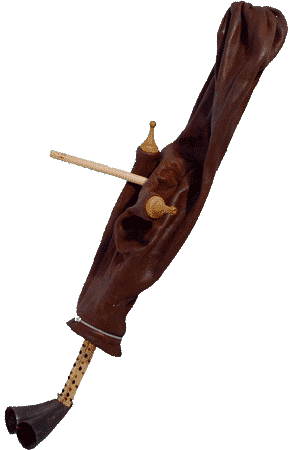
ألة المزود

مزود هو نوع موسيقي شعبي تونسي. وهو يعتبر جزءا من الثقافة التونسية. مكوّن من قربة أو ما يشبه الكيس المصنوع من الجلد وهي آلة هوائية ينفخ فيها العازف بواسطة مزمار والعادة ان تحتوي القربة على مزامير أخرى تأخد الهواء لاخراج صوت بعد الضغط على القربة وهي تستعمل كثيرا في الفلكلور والافراح والأعياد
تتألف هذه الآلة الرعوية من أنبوبين من القصب مقرونين يشكلان الجزء النغمي، سبابتين تخترقهما خمسة أو ستة ثقوب يعلوها قرن ثور ويحلق أسفلهما بقرب أي خزان من جلد الماعز ممدود، ينفخ فيها الموسيقى عن طريق أنبوب ضيق فيمتلئ بالهواء ونجد على كل جهة من الأنبوب قرن غزال مثبت على الجلد عوض قائمي الحيوان، يمسك موسيقي المزود تحت إبطه ويضغط على الجوانب بذراعه، فينشأ عن هذه دفعة هواء تثير اهتزاز الألسنة المصنوعة من قصب والمنحوتة على شكل صفارة، وبأصابعه يسد أو يكشف الثقوب، وبذلك ينبعث النغم.

## أصوله
يقرن المزود بآلات إيقاعية أخرى كالبندير والطبول، ويرافق الأغاني والرقصات، خاصة في تونس حيث ادخل من قبل اليونانيين (الإغريق). هنالك الات مشابهة للمزود ليومنا هذا في جزيرة كريت اليونانية وشرق المتوسط.

## مكونات المزود
1 - الظــرف أو الشكوى: وهو كيس مصنوع من الجلد أو خزان من جلد الماعز ويوضع تحت الإبطه ويضغط على الجوانب بالذراع اليمين أو اليسار.
2 - المسد: وهو أنبوب ضيق ينفخ فيه الهواء لاخراج صوت بعد الضغط على الظرف فيمتلئ بالهواء ونجد على كل جهة من المسد قرن غزال مثبت على الجلد.
3 - الكـفّـه: وهي تتكوّن من 3 عناصر: زوز صيـاحـات، زوز فحولـه، زوز ڤرون:
```
*1 - زوز ڤرون: وهوما قرون ثور يعلوان الكفّـه وبهما ينبعث النغم.
```

```
*2 - زوز صيـاحـات: وهوما ألسنة مصنوعة من قصب ومنحوتة باليد على شكل صفارة وهوما عنصران يشكلان الجزء النغمي من مكونات المزود.
```

```
*3 - زوز فحولـه: وهوما سبابتين تخترقهما خمسة ثقوب أو ستة ثقوب بالنسبة لآلة المزود العصرية بعد أن تم تطويرها من قبل الأستاذ والدكتور هشام الخذيري، وهوما أنبوبين من القصب مقرونين متوازيتين يشكلان الجزء النغمي.
```

## فناني المزود
نذكر من المغنيين التونسيين الذين تغنّوا بالمزود وأمتعو السامعين به واضافو إلى ذاكرة الخزينة المكتبية للفن الشعبي أفضل الألحان والموسيقى ملك المزود في تونس صلاح الفرزيط، الهادي حبوبة، سمير لوصيف، الهادي دنيا، نور الدين الكحلاوي، محمد الروج، العربي الماطري، محمد علي الأسمر، عبد الكريم البنزرتي، لطفي جرمانة، لطفي الورغمي، التيجاني ولد كحيله، عبد الرزاق قليو، منتصر لوصيف، وليد الصالحي، فتحي ولد فجرة، لحبيب الشنكاوي، نبيل الوحيشي.